# Yarayah (district, Koba)
Yarayah est l'un des districts de la sous-préfecture de Koba, situé dans la préfecture de Koba dans Boffa en république de Guinée.

## Géographie

### Démographie
- En 2014, le district comptait 1 217 habitants selon les RGPH 2014[1].